# Нифон (Михэйцэ)
Митрополи́т Ни́фон (рум. Mitropolit Nifon, в миру Николае Михэйцэ, рум. Nicolae Mihăiță; 5 января 1944, село Крецешти-Видра, жудец Илфов, Румыния) — епископ Румынской православной церкви, архиепископ Тырговиштский (Митрополия Мунтении и Добруджи).

## Биография
С 1951 по 1959 год обучался в средней школе в родном селе. В 1959—1964 годы обучался в духовной семинарии в Бухаресте. В 1964 году поступил на богословский институт Бухарестского университета, который закончил в 1968 году со степенью лиценциата за работу: «Новые аспекты современной православной эклексиологии». В 1968—1971 годы в том же институте проходил докторантуру со специализацией Ветхому Завету и еврейскому языку. Также в 1967—1970 годы был лектором и профессором богословской семинарии в Бухаресте.
В 1971—1974 годы продолжил свои исследования в Королевском колледже в Лондоне, а также в Оксфордском университете и одновременно был певчим в румынском православном приходе Лондона и в 1970—1975 годы секретарём редакции издания «Altarul» (Алтарь), богословского и церковного альманахом румынского православного прихода в Лондоне, где он опубликовал различные статьи, рецензии и репортажи. Также с июля по сентябрь 1972 года специализация по библейской археологии в англиканском колледже в Иерусалиме (Израиль). В 1974 году он представил свою диссертацию на тему: «Новая оценка канона Ветхого Завета» в Лондонском университете, получив звание мастера теологии.
Одновременно участвовал во многих экуменических собраниях. Участвовал в Генеральном европейском совещании Мировой федерации христианских студентов в Дублине, Ирландия (1970); на совещаниях той же федерации в Шри-Ланке (1972); Аддис-Абебе, Эфиопия (1973); штате Техас, США (1976). Участвовал в генеральной совещании Конференции церквей Европы в Энгельберге, Швейцария (1974). Принимал участие в различных заграничных делегациях Румынской Православной Церкви.
С 1975 по 1980 год состоял профессором духовной семинарии в Бухаресте, а также главным документаристом, главой обслуги, и секретарем по внешним отношениям в кадре Патриархии. В 1977—1978 годах также обучался в Женевском университете (Швейцария) и в Католическом университете святого Николая в Оттаве, Канада (1981).
8 мая 1980 года пострижен в монашество в Монастыре Черника с именем Нифон. 11 мая того же года в Монастыре Антим в Бухаресте был рукоположен в сан иеродиакона, 15 мая там же — в сан иеромонаха, 16 июля там же — возведён в сан архимандрита.
16 июля 1980 года по апрель 1982 года год служил священником в Канаде в составе румынской архиепископии в Америке.
Вернулся в Румынию и 1 декабря 1982 года был назначен патриаршим советником в секторе внешних церковных отношений. 1 февраля 1983 года ему поручено руководство Монастырём Антим в Бухаресте.
30 сентября 1985 года решением Священного Синода избран викарным епископом Патриарха Пумынского с титулом «Плоештский». 24 ноября 1985 года состоялась его хиротония во епископа Плоештского, викария Патриараха Румынского, которую совершили: Патриарх Румынский Иустин, епископ Тырговиштский Василий (Костин) и епископ Яломицкий Роман (Станчу).
В 1985—1993 годах он занимал должность секретаря Священного Синода Румынской Православной Церкви. В 1986—1992 годы качестве ответственного редактора официального журнала Румынского Патриархата «ROC-Romanian Orthodox Church News» на английском и французском языках опубликовал различные материалы.
11 января 1994 года был избран епископом Слобозийским и Кэлэрашским. 6 февраля того же года состоялась его интронизация.
В 1994 году защитил в Университете Орадя докторскую диссертацию «Книга пророка Михея: богословие и экзегеза», написанную под руководством профессора-протоиерея Дмитрий Абрудана.
В 1998 году возглавил делегацию Румынского Патриархата на генеральной ассамблее Всемирного совета церквей в Хараре, Зимбабве.
14 декабря 1999 года был избран архиепископом Тырговиштским. 26 декабря того же года состоялась его интронизация.
В 2000 году стал великом офицером национального ордена «За заслуги».
7 марта 2008 года Священный Синод Румынской православной церкви в личном порядке присвоил ему сан митрополита, то есть без повышения его кафедры в ранг митрополии.
25 июля 2008 года был награждён украинским орденом «За заслуги» III степени.